# Afrogryllacris
Afrogryllacris is een geslacht van rechtvleugeligen uit de familie Gryllacrididae. De wetenschappelijke naam van dit geslacht is voor het eerst geldig gepubliceerd in 1937 door Karny.

## Soorten
Het geslacht Afrogryllacris omvat de volgende soorten:
- Afrogryllacris africana Brunner von Wattenwyl, 1888
- Afrogryllacris bartschi Griffini, 1911
- Afrogryllacris brighella Griffini, 1908
- Afrogryllacris buettneri Griffini, 1908
- Afrogryllacris gariazzi Giglio-Tos, 1907
- Afrogryllacris rabida Karsch, 1893